# Палеж (часопис)
Палеж је књижевни алманах Књижевног клуба „Обреновац“ из Обреновца. Почео је да излази 1988. године, да би 90-их година прекинуо са излажењем. Поново је покренут 2001. Излази једном годишње.

## Историја
Књижевни алманах Палеж покренут је 1987. године као часопис за књижевност, културу и друштвена питања. Издавач је био Дом културе и спортова "Обреновац", главни и одговорни уредник Миладин Тошић. Излазио је полугодишње.
После прекида у излажењу 90-их година алманах је поново покренут 2001. године, у издању Књижевног клуба „Обреновац“, чији је рад обновљен 2000. Од 2001. године главни и одговорни уредник био је Влада Батинић, а од 2003. је Коста Лозанић. Године 2001. и 2003. објављен је као монографска публикације, а 2002. године су обављена два монографска издања (Палежи Драме). Као периодична публикација је регистрован од броја за 2004. годину, од када представља наставак часописа „Палеж“, покренутог 1987. Иако истог наслова, ова публикација од 2001. носи поднаслов: алманах Књижевног клуба „Обреновац“. Излази једном годишње, осим као двоброј за 2008/2009.

## Редакција
Редакцију су током година чинили: Влада Батинић, Славко Стаменић, Ана Бујић, Драгана Томић, Ивана Јаношевић, Зорица Бабић, Ивана Ђурић и Александар Поповић.